# Arhacia imitans
Arhacia imitans är en fjärilsart som beskrevs av William Schaus 1911. Arhacia imitans ingår i släktet Arhacia och familjen tandspinnare. Inga underarter finns listade i Catalogue of Life.